# Гістологія

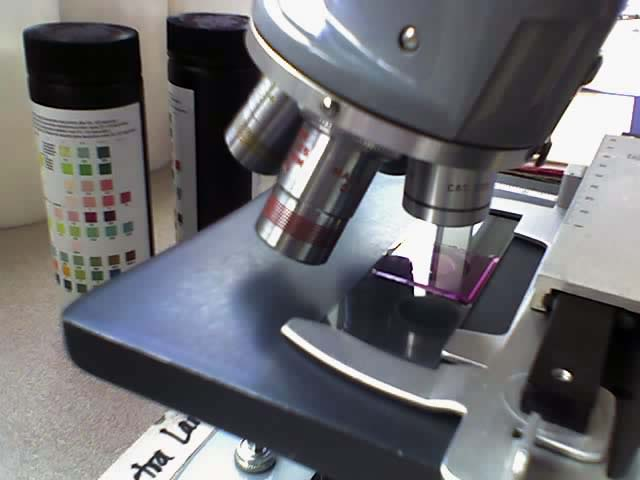
На знімку зображено світловий мікроскоп, на предметному столику якого знаходиться скельце з пофарбованим гістологічним зразком.

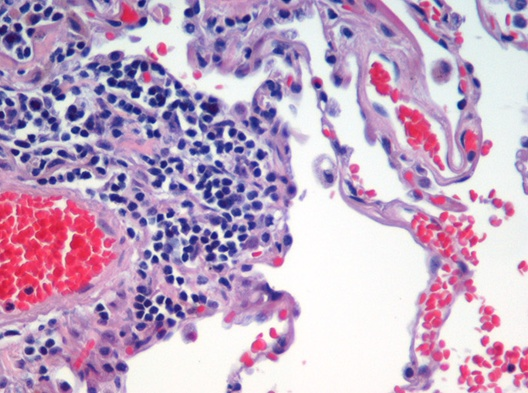
Мікрофотознімок. Гістологічна картина нормальної легеневої тканини людини. Фарбування: гематоксилін та еозин.

Гістоло́гія (від грец. ἱστός — тканина + грец. λόγος — знання, слово, наука) — розділ біології, що вивчає будову тканин живих організмів. Гістологія є важливою галуззю медицини, хірургії, вкрай істотною для до- і післяопераційного аналізу, а також біології.
Різні типи тканин складаються з клітин відповідних типів, що різняться формою та функціями.

## Розділи гістології
Гістологія людини — розділ медицини, що вивчає будову тканин людини.
Гістопатологія — це розділ мікроскопічного вивчення пошкодженої тканини, він є важливим інструментом патологічної анатомії, оскільки точний діагноз раку та інших захворювань зазвичай вимагає гістопатологічного дослідження зразків.
Кількісна гістологія вивчає закономірності розвитку та функціювання тканин, використовуючи при цьому кількісні змінні та строгі методи перевірки гіпотез.

## Джерело тканини
Гістологічне дослідження тканин розпочинають з хірургії, біопсії або аутопсії.

## Історія
Передвісником зародження гістології став барон Альбрехт фон Галлер (1708—1777) — визначний науковець, літератор та ерудит XVIII ст. Він вперше висловив припущення про мікроскопічну структуру тканин живого організму, яку визначив як сукупність невидимих «волокон». Ці волокна, за фон Галлером, являють собою фундаментальну основу органів та бувають трьох основних типів: «структурні волокна», що утворюють кровоносні судини, мембрани яких прирівнюються до поняття сучасної сполучної тканини, «чутливі волокна», що реагують на подразнення і відповідають м'язовій тканині, та «сприймаючі волокна», які відповідають нервовій тканині.

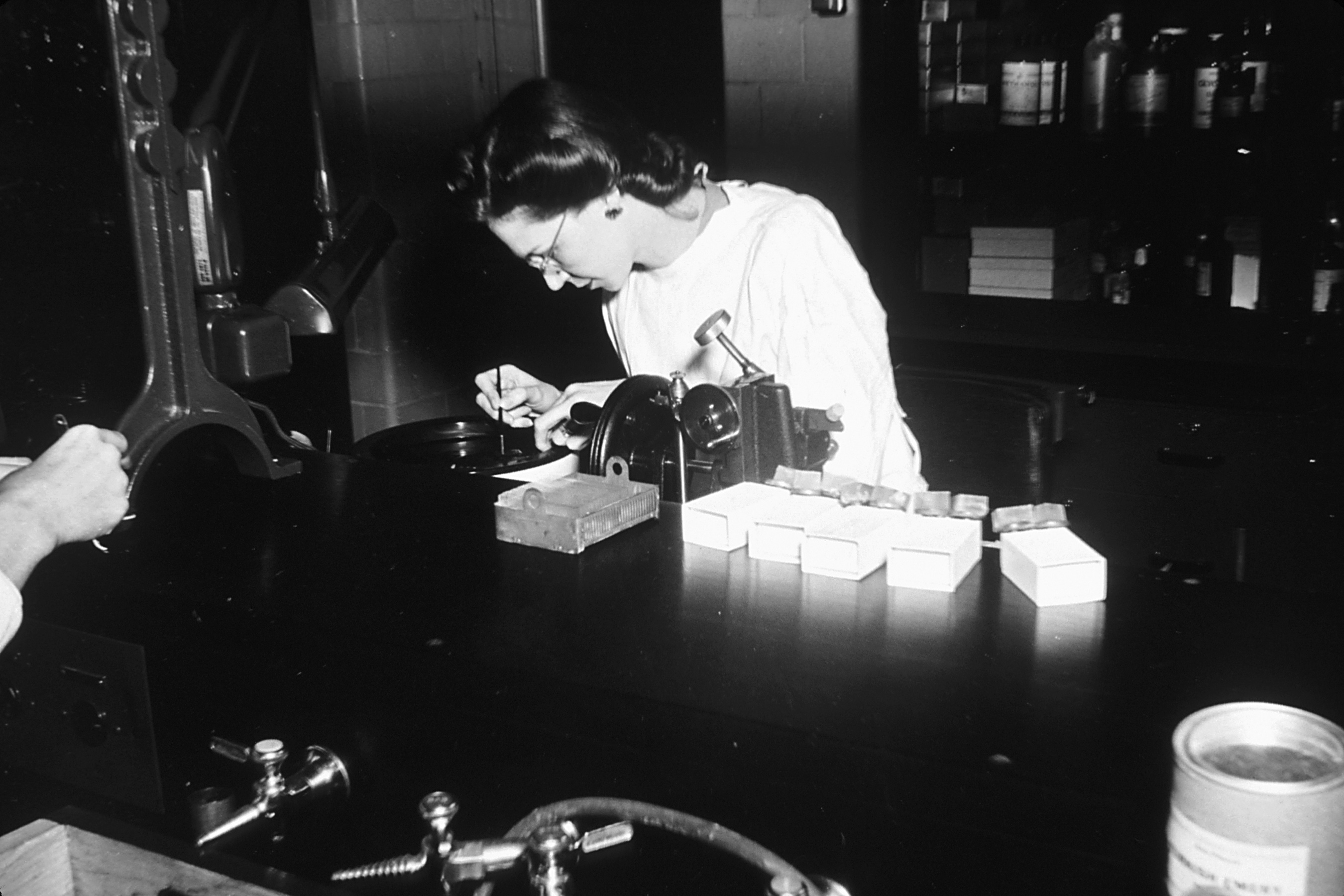
Науковиця розмочує в гарячій воді парафінов зрізи тканини для приготування гістологічних препаратів (1950, США)

Гістологія зародилася задовго до винайдення мікроскопа. Перші описи тканин зустрічаються в роботах Аристотеля, Галена, Авіценни, Везалія. Роберт Гук у 1665 році ввів поняття клітини і спостерігав через мікроскоп клітинну будову деяких тканин. Гістологічні дослідження проводив Марчелло Мальпігі, А. Левенгук, Сваммердам, Грю, тощо. Новий етап розвитку науки пов'язаний з іменами Каспара Вольфа та К. Бера — засновників ембріології.
У XIX столітті гістологія була академічною дисципліною з повними правами. У середині XIX столітті Келлікер, Лейдинг та інші створили основи сучасного вчення про тканин. Р. Вірхов розпочав розвиток клітинної та тканинної патології. Відкриття в клітинній біології та створення клітинної теорії стимулювали розвиток гістології. Великий вплив на розвиток науки здійснили праці І. І. Мечникова та Л. Пастера, які сформулювали основні уявлення про імунну систему.
Нобелівську премію 1906 року в галузі фізіології або медицини вручили двом гістологам, Камілло Гольджі та Сантьяго Рамону і-Кахалу. Вони мали взаємно протилежні погляди на нервову структуру головного мозку в різноманітних розглядах однакових знімків.
У XX столітті продовжувалося удосконалення методології, що привело до формування гістології в її теперішньому вигляді. Сучасна гістологія тісно пов'язана з клітинною біологією, ембріологією, медициною та іншими науками. Гістологія розробляє такі питання, як закономірності розвитку та диференціювання клітин і тканин, адаптації на клітинному та тканинному рівнях, проблеми регенерації тканин і органів, тощо. Досягнення патологічної гістології широко використовують в медицині, для того щоб зрозуміти механізм розвитку хвороб і запропонувати способи їх лікування.

## Гістологічна класифікація тканин
Тканини — це структури, що складаються з морфологічно та/або функціонально однакових клітин, призначених здійснювати одне чи кілька певних завдань в організмі. Відповідно до загальноприйнятої класифікації, виокремлюють чотири основних типи тканин:
- Епітеліальна тканина, що складається з тісно прилеглих одна до одної клітин, вистеляє внутрішні та зовнішні поверхні органів тіла і утворює залози
- Сполучна тканина, що складається з клітин, занурених у позаклітинну матрицю, і служить для структурного та функціонального зв'язку між іншими тканинами чи органами
- М'язова тканина, що складається з міоцитів та служить для здійснення довільних чи мимовільних рухів органів тіла
- Нервова тканина, що складається з нервових клітин, або нейронів, та служить для приймання й передачі внутрішніх та зовнішніх нервових імпульсів

## Методи гістології
Гістологія вивчає морфологію тканин та клітин, з яких вони складаються, з морфологічної й функціональної точки зору. Основним інструментом дослідження є мікроскоп, що дозволяє безпосередньо спостерігати досліджувані тканини.
Основний метод дослідження в гістології — мікроскопічний.

### Різновиди мікроскопічного методу
- гістохімічний (імуногістохімія) — вивчення хімічного складу анатомічних структур і топографії різних хімічних компонентів в цих структурах.
- скануюча електронна — вивчення просторової організації клітин та тканин.